# Luboński KS
Luboński KS ist ein polnischer Fußballverein aus der Stadt Luboń in der Woiwodschaft Großpolen. Der Klub wurde am 3. März 1943 als Luboński Klub Sportowy gegründet. Zur Saison 2007/08 wurde der Verein in Luboński Football Club umbenannt und bekam auch ein neues Logo. Zur Saison 2011/12 kehrte der Klub zu seinem alten Namen und Logo zurück. Im Februar 2013 wurde der Klub in Fogo Luboń umbenannt. Damit sicherte sich der Verein weitere finanzielle Unterstützung durch das polnische Elektrotechnikunternehmen FOGO. Mittlerweile nennt sich der Verein wieder Luboński KS.

## Männer
Die Seniorenmannschaft spielte in ihren frühen Jahren in den unterklassigeren Ligen Polens. 1993 gelang erstmals der Aufstieg in die III liga und der Klub nahm am polnischen Fußballpokal teil, wo man in der 2. Runde an Ślęza Wrocław scheiterte. 1998 stieg der Verein wieder in die IV liga ab. Ab der Saison 2007/08 spielte der Verein nach einer Ligareform in der fünfthöchsten Spielklasse des Landes, die aber weiterhin IV liga hieß. Im Sommer 2012 gewann der Verein den Pokal des Großpolnischen Fußballverbandes, wurde Meister in der IV liga und stieg somit in die III liga auf und qualifizierte sich ein zweites Mal für den polnischen Fußballpokal. Dort scheiterte man erneut in der 2. Runde am Spitzenklub Wisła Krakau.

### Erfolge
- Aufstieg in die III liga: 1993, 2012
- Gewinn des Pokals des Großpolnischen Fußballverbandes: 2012
- 2. Runde des polnischen Fußballpokals: 1993/94, 2012/13

## Frauen
Im Sommer 2002 stellte der Verein erstmals eine Frauenmannschaft. Die Seniorinnenmannschaft ging in der Gruppe Großpolen der II liga an den Start, was der zweithöchsten Spielklasse in Polen entsprach. Dabei belegte der Verein in der ersten Saison sofort den zweiten Platz. Da der Erstplatzierte Medyk II Konin nicht aufsteigen durfte, da die erste Mannschaft in der I liga spielte, nahm Luboński KS an den Play-offs um den Aufstieg teil und konnte sich durchsetzen. Somit stieg der Verein in die I liga auf. Die I liga erwies sich jedoch als zu stark für die Mannschaft, so dass sie mit nur einem Punkt aus 18 Spielen Letzter wurde. Im Sommer 2004 wurde die Mannschaft vom Spielbetrieb abgemeldet.

### Erfolge
- Aufstieg in die I liga: 2003
- Gewinn des Pokals des Großpolnischen Fußballverbandes: 2002/03
- Viertelfinale des polnischen Fußballpokals: 2002/03

### Bilanz
| Saison  | Liga | Spiele | Siege | Remis | Verloren | Tore  | + / - | Punkte | Platz    |
| 2002/03 | II.  | 20     | 16    | 1     | 3        | 80:21 | (+59) | 49     | 2. (6)   |
| 2003/04 | I.   | 18     | 0     | 1     | 17       | 5:78  | (−73) | 1      | 10. (10) |
| ------- | ---- | ------ | ----- | ----- | -------- | ----- | ----- | ------ | -------- |